# Patinatge artístic als Jocs Olímpics d'Hivern de 1924 - Parelles
En els Jocs Olímpics d'Hivern de 1924 celebrats a Chamonix (França) es realitzà una competició de patinatge artístic sobre gel en categoria mixta, que unida a la competició masculina i femenina conformà la totalitat del programa oficial del patinatge artístic als Jocs Olímpics d'hivern de 1924.

## Comitès participants
Hi participaren un total de 18 patinadors de 7 comitès nacionals diferents.
| - Àustria (2) - Bèlgica (2) - Canadà (2) - Estats Units (2) |  | - Finlàndia (2) - França (4) - Regne Unit (4) |

## Resum de medalles
| Or                                      | Argent                                         | Bronze                            |
| ÀustriaHelene Engelmann · Alfred Berger | FinlàndiaLudowika Jakobsson · Walter Jakobsson | FrançaAndrée Joly · Pierre Brunet |

## Resultats
| Lloc | Patinadors                                         | Punts | Resultat |
| ---- | -------------------------------------------------- | ----- | -------- |
| 1    | Àustria · Helene Engelmann - Alfred Berger         | 9     | 10.64    |
| 2    | Finlàndia · Ludowika Jakobsson - Walter Jakobsson  | 18.5  | 10.25    |
| 3    | França · Andrée Joly - Pierre Brunet               | 22    | 9.89     |
| 4    | Regne Unit · Ethel Muckelt - Jack Page             | 30.5  | 9.93     |
| 5    | Bèlgica · Georgette Herbos - Georges Wagemans      | 37    | 8.82     |
| 6    | Estats Units · Theresa Blanchard - Nathaniel Niles | 39    | 9.07     |
| 7    | Canadà · Cecil Smith - Melville Rogers             | 41    | 9.11     |
| 8    | Regne Unit · Mildred Richardson - Tyke Richardson  | 57    | 7.68     |
| 9    | França · Simone Sabouret - Charles Sabouret        | 61    | 7.15     |